# Nycteola columbana
Nycteola columbana é uma espécie de insetos lepidópteros, mais especificamente de traças, pertencente à família Nolidae.
A autoridade científica da espécie é Turner, tendo sido descrita no ano de 1925.
Trata-se de uma espécie presente no território português.